# Wilhelm Sauer

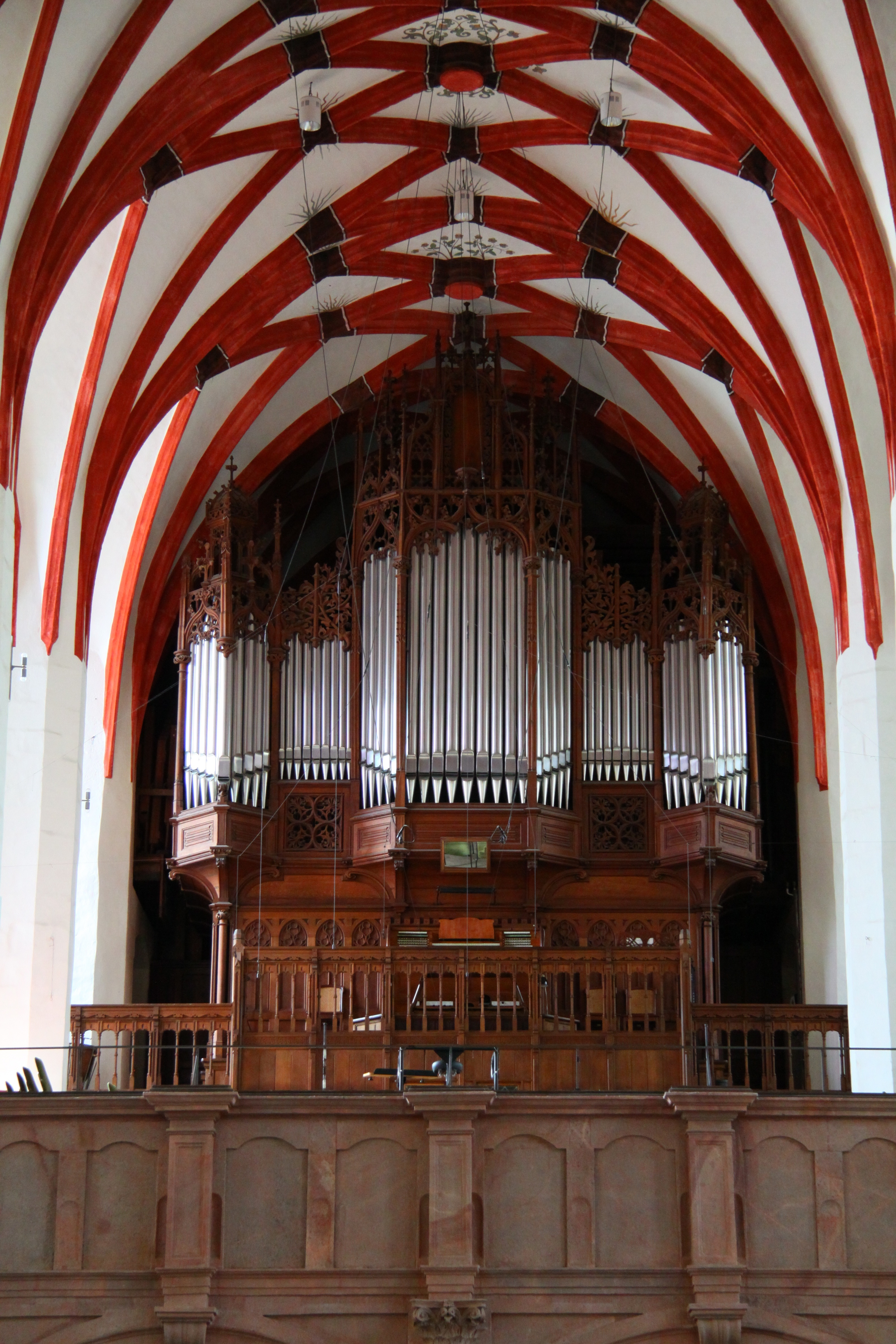
Sauerorgeln i Thomaskyrkan, Leipzig.

Wilhelm Carl Friedrich Sauer, född 23 mars 1831 i Schönbeck i Landkreis Mecklenburg-Strelitz, död 9 april 1916 i Frankfurt (Oder), var en uppmärksammad tysk orgelbyggare under romantiken och senromantiken. Han byggde 1889 orgeln i Thomaskyrkan i Leipzig.